# علاء الدين قمش
علاء الدين قمش مواليد 16 ديسمبر 1995 في تونس، هو لاعب كرة قدم تونسى يلعب في النجم المتلوي.

## روابط خارجية
- علاء الدين قمش على موقع قاعدة بيانات كرة القدم.إي يو (الإنجليزية)
- علاء الدين قمش على موقع Soccerway.com (الإنجليزية)

علاء الدين قمش